# Тојонака
Тојонака (јап. 豊中市) град је у Јапану у префектури Осака. Према попису становништва из 2005. у граду је живело 386.633 становника.

## Становништво
Према подацима са пописа, у граду је 2005. године живело 386.633 становника.
| 1995.   | 2000.   | 2005.   |
| ------- | ------- | ------- |
| 398.908 | 391.726 | 386.633 |